# Vai bene così
Vai bene così è un singolo del cantautore italiano Leo Gassmann, pubblicato il 13 dicembre 2019 come terzo estratto dal primo album in studio Strike.
Il brano ha vinto la sezione Nuove Proposte del Festival di Sanremo 2020.

## Video musicale
Il videoclip, in occasione della partecipazione al Festival, è stato pubblicato sul canale YouTube del cantante.

## Tracce
1. Vai bene così – 3:14

## Classifiche
| Classifica (2020) | Posizione massima |
| ----------------- | ----------------- |
| Italia            | 18                |